# Ibalonius sarasinorum
Ibalonius sarasinorum is een hooiwagen uit de familie Podoctidae. De originele naamcombinatie (protoniem) is Ibalonius sarasinorum Roewer, 1913. De huidige (vanaf 2023) geldig wetenschappelijke naam van Ibalonius sarasinorum gaat terug naar Roewer.